# Taufik Jussuf Awwad
Taufik Jussuf Awwad  (arabisch توفيق يوسف عواد / Taufīq Yūsuf ʿAuwād; geb. 1911 in Bhirsâf, Libanon; gest. 1989 in Beirut) war ein libanesischer Schriftsteller und Journalist, der an der libanesischen Unabhängigkeitsbewegung teilnahm und dann viele Jahre im diplomatischen Dienst tätig war.

## Leben und Werk
Taufik Jussuf Awwad  wurde in einem Dorf im Libanon geboren. Er studierte an der Université Saint-Joseph in Beirut (Abschluss 1928), studierte dann Jura an der Syrischen Universität in Damaskus (heute: Universität Damaskus) (Abschluss 1934). Er war Diplomat und Botschafter des Libanon, unter anderem in Italien (1970–1975).
Er ist Verfasser von Romanen, Kurzgeschichten und Gedichten. Er gilt als Wegbereiter des realistischen Romans in seinem Land. Als Journalist arbeitete er unter anderem bei „an-Nahār“ und „al-Makšūf“. Er gab auch ein eigenes Wochenblatt namens „al-Ǧadīd“ heraus.
Er starb als Opfer einer Bombardierung der spanischen Botschaft in Beirut während des Libanonkriegs.
Über die Umstände seines Todes berichtete die New York Times:

„Eine sowjetische Katjuscha-Rakete schlug in den Eingang des Luftschutzkellers der spanischen Botschaft in einem christlichen Vorort namens Al Hadeth ein und verletzte den Botschafter, Pedro Manuel de Arístegui, tödlich und seine libanesische Frau, Jomana Awwad, schwer. Auch der Schwiegervater des Botschafters, Taufik Jussuf Awwad, ein 78-jähriger Schriftsteller und Literat, wurde getötet.“

Sein ursprünglich 1972 erschienener Roman Tamima  (Tawāḥīn Bairūt; dt.) erschien in deutscher Übersetzung in der Reihe Dialog Dritte Welt (1984).

## Werke (Auswahl)
- „ar-Raġīf“ (Roman)
  - frz. Übers. Le Pain, « Al-raġhīf », trad. de Fifi Abou Dib, Paris, L’Orient des livres/Sindbad/Actes Sud, cop. 2015, 260 S. ISBN 978-2-330-03964-6
- „Ṭawāḥīn Bairūt“ (Roman)
  - dt. Übers. Tamima. Unionsverlag: Zürich, Dialog Dritte Welt (1984).
  - frz. Übers. Dans les meules de Beyrouth, trad. de Fifi Abou Dib, Arles, France, Actes Sud, coll. « Sindbad, “Les Littératures contemporaines” », Beyrouth, Liban, L’Orient des livres, 2012, 304 S. ISBN 978-2-7427-8978-8
- „aṣ-Ṣabīy al-aʿraǧ“ (Kurzgeschichten)
- „Qamīṣ aṣ-ṣūf“ (Kurzgeschichten)
- „al-Aḏārā“ (Kurzgeschichten)
- Diwan „Qawāfil az-zamān“ (Gedichte)
- (Anthologie) Kaffeeduft und Brandgeruch: Beirut erzählt; ein Lesebuch. Hrsg. von Stefan Weidner. Frankfurt am Main, Suhrkamp, 2002, Suhrkamp Taschenbuch 3366